# Muchas Gracias: The Best of Kyuss
Albums de Kyuss
Kyuss/Queens of the Stone Age
(split-album)
(1997)
Muchas Gracias: The Best of Kyuss, est une compilation du groupe de stoner rock américain, Kyuss. Elle est sortie le 28 novembre 2000, soit cinq ans après la séparation du groupe, sur le label Elektra.

## L'album
L'album, qui compte 15 titres, est composé de quelques classiques du groupe mais aussi d'inédits, de faces B et d'enregistrements en public.

### Informations sur le contenu de l'album
- Un Sandpiper est la face B du single Gardenia (1994)
- Shine vient du split-single Shine! avec Wool (1996)
- 50 Million Year Trip (Downside Up) est sur l'album Blues for the Red Sun (1992)
- Mudfly, A Day Early And A Dollar Extra sont sur la face B du single One Inch Man (1995)
- Demon Cleaner est sur l'album Welcome to Sky Valley (1994)
- I'm Not provient de l'album Wretch (1991)
- Hurricane, El Rodeo sont sur l'album ...And the Circus Leaves Town (1995)
- Flip The Phase, Fatso Forgotso viennent du split-album Kyuss/Queens of the Stone Age avec Queens of the Stone Age (1997). Fatso Forgotso est également la face B du single Into the Void (1995)
- Gardenia, Thumb, Conan Troutman, Freedom Run furent enregistrés en public au lors d'un concert au Marquee Club de Hambourg le 24 mai 1994.

## Liste des titres
| No  | Titre                               | Auteur                           | Production                        | Durée |
| --- | ----------------------------------- | -------------------------------- | --------------------------------- | ----- |
| 1.  | Un Sandpiper                        | Homme, Reeder, Garcia, Hernandez | Chris Goss & Kyuss                | 8:16  |
| 2.  | Shine                               | Reeder                           | Kyuss                             | 5:55  |
| 3.  | 50 Millions Year Trip (Downside Up) | Brant Bjork                      | C. Goss & Kyuss                   | 5:45  |
| 4.  | Mudfly                              | Homme                            | Kyuss                             | 2:26  |
| 5.  | Demon Cleaner                       | Homme                            | C. Goss & Kyuss                   | 5:20  |
| 6.  | A Day Early and a Dollar Extra      | Homme                            | Kyuss                             | 2:17  |
| 7.  | I'm Not                             | Homme, Garcia                    | Catherine Enny, Ron Krown & Kyuss | 4:30  |
| 8.  | Hurricane                           | Homme, Garcia                    | Kyuss                             | 2:42  |
| 9.  | Flip the Phase                      | Homme                            | Kyuss                             | 2:16  |
| 10. | Fatso Forgotso                      | Reeder                           | Kyuss                             | 8:34  |
| 11. | El Rodeo                            | Homme                            | Kyuss                             | 5:36  |
| 12. | Gardenia (Live)                     | Bjork                            | Kyuss & "Huch"                    | 6:46  |
| 13. | Thumb (Live)                        | Homme, Bjork                     | Kyuss & "Huch"                    | 4:38  |
| 14. | Conan Troutman (Live)               | Homme                            | Kyuss & "Huch"                    | 2:18  |
| 15. | Freedom Run (Live)                  | Homme, Bjork                     | Kyuss & "Huch"                    |       |

## Les musiciens
- John Garcia : chant
- Josh Homme : guitare
- Nick Oliveri: basse (3, 7)
- Scott Reeder: basse (1, 2, 4, 5, 6, 8, 9, 10, 11, 12, 13, 14 & 15)
- Brant Bjork: batterie, percussions (3, 5 & 7)
- Alfredo Hernández: batterie, percussions (1, 2, 4, 6, 8, 9, 10, 11, 12, 13, 14 & 15)